# كوني تشيو
كوني تشيو (بالإنجليزية: Connie Chiu)‏ هي عارضة بريطانية، ولدت في 1969 في هونغ كونغ البريطانية في المملكة المتحدة.

## روابط خارجية
- كوني تشيو على موقع دليل عارضات الأزياء (الإنجليزية)